# Raphitoma lineolata
Raphitoma lineolata é uma espécie de gastrópode do gênero Raphitoma, pertencente a família Raphitomidae.